# Bodtjärnen (Sundsjö socken, Jämtland, 698581-147072)
Bodtjärnen är en sjö i Bräcke kommun i Jämtland och ingår i Ljungans huvudavrinningsområde. Sjön har en area på 0,0727 kvadratkilometer och ligger 288,6 meter över havet. Sjön avvattnas av vattendraget Idbäcken.

## Delavrinningsområde
Bodtjärnen ingår i det delavrinningsområde (698659-147074) som SMHI kallar för Mynnar i Revsundssjön. Medelhöjden är 319 meter över havet och ytan är 3,43 kvadratkilometer. Räknas de 5 avrinningsområdena uppströms in blir den ackumulerade arean 32,32 kvadratkilometer. Idbäcken som avvattnar avrinningsområdet har biflödesordning 3, vilket innebär att vattnet flödar genom totalt 3 vattendrag innan det når havet efter 209 kilometer. Avrinningsområdet består mestadels av skog (91 procent). Avrinningsområdet har 0,15 kvadratkilometer vattenytor vilket ger det en sjöprocent på 4,5 procent.